# Puycornet
Puycornet är en kommun i departementet Tarn-et-Garonne i regionen Occitanien i södra Frankrike. Kommunen ligger i kantonen Molières som tillhör arrondissementet Montauban. År 2022 hade Puycornet 772 invånare.

## Befolkningsutveckling
Antalet invånare i kommunen Puycornet
| Referens: INSEE |